# (503) Эвелин
(503) Эвелин (лат. Evelyn) — астероид главного пояса, который принадлежит к тёмному спектральному классу C. Он был открыт 19 января 1903 года американским астрономом Раймондом Дуганом в обсерватории Хайдельберг и назван в честь матери первооткрывателя.

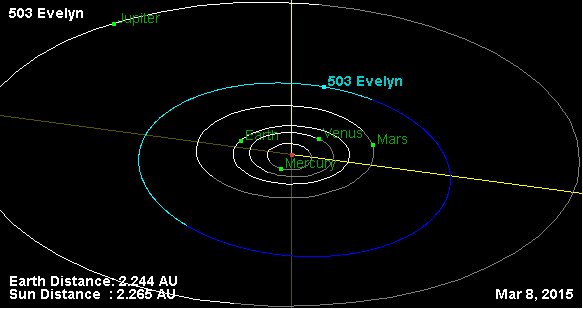
Орбита астероида Эвелин и его положение в Солнечной системе